# 2021년 한화 이글스 시즌
2021년 한화 이글스 시즌은 한화 이글스가 KBO 리그에 참가한 28번째 시즌으로, 빙그레 이글스 시절까지 합하면 36번째 시즌이다. 카를로스 수베로 감독이 정식으로 부임하여 맞이한 첫 시즌으로, 하주석이 주장을 맡았다. 팀은 시범경기에서 6승 1패로 1위를 차지했으나 외국인투수 킹험이 부상으로 한달 동안 이탈한 데다 전반기 타율 0.257 7홈런에 그친 외국인 타자 힐리가 중도퇴출되는 등 여러 가지 악재가 겹쳐 10팀 중 최하위에 그쳐 포스트시즌 진출에 실패했다.

## 선수단
- 선발투수: 킹험, 김민우, 카펜터, 장민재, 김기중, 남지민, 박성웅, 장시환
- 구원투수: 강재민, 윤대경, 주현상, 김범수, 송윤준, 배동현, 문동욱, 김진영, 신지후, 윤산흠, 정인욱, 황영국, 서균, 오동욱, 장웅정, 김종수, 윤호솔, 김기탁, 김도현, 이충호, 이승관, 임준섭, 신정락
- 마무리투수: 정우람
- 포수: 최재훈, 장규현, 이해창, 허관회, 백용환
- 1루수: 이성곤, 페레즈, 힐리, 김태균, 노태형
- 2루수: 정은원, 김현민
- 유격수: 하주석, 박정현, 송호정, 이도윤
- 3루수: 노시환, 김태연, 강경학, 정민규
- 좌익수: 최인호, 정진호, 강상원
- 중견수: 노수광, 이시원, 유로결, 이원석
- 우익수: 장운호, 김민하, 김지수, 조한민, 장지승, 임종찬
- 지명타자: 박상언, 이성열

## 타이틀
- 영구결번 지정: 김태균 (52)
- 도쿄 올림픽 국가대표: 김민우
- U-23 야구 월드컵 국가대표: 조은, 박정현, 정민규, 임종찬
- 조아제약 프로야구대상 최고수비상: 최재훈
- 웰컴톱랭킹 8월 타자 1위: 김태연
- 올스타 선발: 정은원 (2루수), 노시환 (3루수)
- KBO 골든글러브: 정은원 (2루수)
- 스포츠서울 올해의 성취상: 김민우
- 동국대학교 스포츠매거진 다르마 선정 동국대 올스타: 송진우 (선발투수), 신경현 (포수), 송광민 (3루수)
- 컴투스 프로야구 레전드 카드: 송진우
- 컴투스프로야구 아빠와 아들 라인업: 이성곤 (1루수)
- 타석 당 피투구수: 정은원 (4.47)
- 도루 저지: 최재훈 (25)
- 소화 포지션 수: 조한민 (8)

### 퓨처스리그
- 퓨처스리그 플레이어스 초이스 투수상: 이승관
- 퓨처스리그 플레이어스 초이스 야수상: 장지승

## 여담
- 내야수 강경학은 4월 10일 두산 베어스와의 경기에 시즌 처음이자 마지막으로 투수로 등판했으나 0.2이닝 4실점으로 부진해 평균자책점 54.00을 기록, KBO 리그 역대 투수로 등판한 야수 중 단일 시즌 최고 ERA 기록을 세웠다.
- 5월 29일 김태균은 KBO 리그 역대 최초로 은퇴선수 특별 엔트리를 통해 1군 선수단에 등록되어 선발 라인업에 이름을 올렸다.
- 6월 15일에 스코어본 하이에나들의 투수 윤산흠을 영입했다. 이로써 윤산흠은 스코어본 하이에나들에서 프로에 입성한 첫 선수가 되었다.
- 9월 12일 삼성 라이온즈와의 더블헤더 1, 2차전은 모두 무승부로 끝났다. 더블헤더 1, 2차전이 모두 무승부로 기록된 것은 이때가 KBO 리그 사상 최초다.
- 10월 23일 롯데 자이언츠와의 경기가 15대 15로 끝나, KBO 리그 사상 최다 득점 무승부 경기로 기록되었다.
- 이성열은 후반기 순장타율 1.500으로 2013년 이후 KBO 리그 단일 시즌 후반기 최고 기록을 세웠다.
- 신정락은 WAR -1.24로 KBO 리그 역대 단일 시즌 0승 투수 중 최저 WAR 기록을 세웠다.
- 11월에 한화 이글스 출신이자 천안 메티스의 외야수였던 원혁재를 재영입했다. 이로써 원혁재는 천안 메티스의 1호 프로 진출 선수가 되었다.
- 팀은 1286번 삼진을 당해 단일 시즌 팀 최다 삼진 기록을 세웠다.
- 팀은 673개의 볼넷을 내줘 역대 단일 시즌 최다 볼넷 허용 기록을 세웠다.
- 페레즈는 이 시즌 투수, 포수, 중견수를 제외한 모든 포지션을 소화하여 2013년 이후 KBO 리그 역대 외국인 선수 중 단일 시즌 최다 포지션을 소화한 선수가 되었다.
- 조한민은 이 시즌 투수, 포수를 제외한 수비 전 포지션을 소화했다.
- 정은원은 2013년 이후 KBO 리그 역대 단일 시즌 규정 타석 충족 타자 중 타석 당 잔루를 가장 적게 남긴 타자가 되었다.
- 정은원은 상대 투수 루킹 스트라이크 허용 비율 27%로 2013년 이후 규정 타석 충족 타자 중 단일 시즌 최고 기록을 세웠다.
- 이성열은 이 시즌을 끝으로 은퇴하여 KBO 리그 역대 통산 3000타석 타자 중 통산 타석 당 삼진률이 가장 높은(28.9) 타자가 되었다.
- 김태균은 이 시즌을 끝으로 은퇴하여 구단 사상 통산 최고 WAR(66.51) 기록을 세웠다.